# 1990 en jeu
Chronologie du jeu
- 1986
- 1987
- 1988
- 1989
- 1990
- 1991
- 1992
- 1993
- 1994

Cet article présente les faits marquants de l'année 1990 concernant le jeu.

## Évènements

### Compétitions
- 24 juin : l’Américain Jason Bergmann remporte le IIe championnat du monde de Diplomatie à Chapel Hill devant ses compatriotes Jeff Bohner et Steve Cooley.
- 5 novembre : le Japonais Hideshi Tamenori remporte le XIVe championnat du monde d’Othello à Stockholm.
- 31 décembre : à Lyon, le Soviétique Garry Kasparov remporte le championnat du monde d’échecs face au Soviétique Anatoli Karpov et conserve ainsi son statut de champion de monde.

## Sorties
- Rifts, Kevin Siembieda, Palladium Books